# Lijst van voetbalinterlands Curaçao - Suriname
Deze lijst van voetbalinterlands is een overzicht van alle officiële voetbalwedstrijden tussen de nationale teams van Curaçao en Suriname. De twee landen hebben tot op heden 6 keer tegen elkaar gespeeld. De eerste ontmoeting, een vriendschappelijke wedstrijd, werd gespeeld in Paramaribo op 31 oktober 2010. Het laatste duel, eveneens een vriendschappelijke wedstrijd, vond plaats op 26 november 2022 in Willemstad.

## Wedstrijden
| № | Plaats     | Datum             | Competitie        | Wedstrijd          | Uitslag |
| - | ---------- | ----------------- | ----------------- | ------------------ | ------- |
| 1 | Paramaribo | 31 oktober 2010   | Vriendschappelijk | Curaçao − Suriname | 2 − 2   |
| 2 | Paramaribo | 23 september 2011 | Vriendschappelijk | Suriname − Curaçao | 2 − 0   |
| 3 | Paramaribo | 25 september 2011 | Vriendschappelijk | Suriname − Curaçao | 2 − 2   |
| 4 | Paramaribo | 4 december 2011   | Vriendschappelijk | Suriname − Curaçao | 2 − 0   |
| 5 | Willemstad | 16 november 2013  | Vriendschappelijk | Curaçao − Suriname | 1 − 3   |
| 6 | Willemstad | 26 november 2022  | Vriendschappelijk | Curaçao − Suriname | 2 − 2   |

## Samenvatting
| Competitie        | Totaal gespeeld | Winst Curaçao | Gelijk | Winst Suriname | Doelsaldo Curaçao – Suriname |
| ----------------- | --------------- | ------------- | ------ | -------------- | ---------------------------- |
| Vriendschappelijk | 6               | 0             | 3      | 3              | 7 − 13                       |
| Totaal            | 6               | 0             | 3      | 3              | 7 − 13                       |

Wedstrijden bepaald door strafschoppen worden, in lijn met de FIFA, als een gelijkspel gerekend.